# Royal Festival Hall

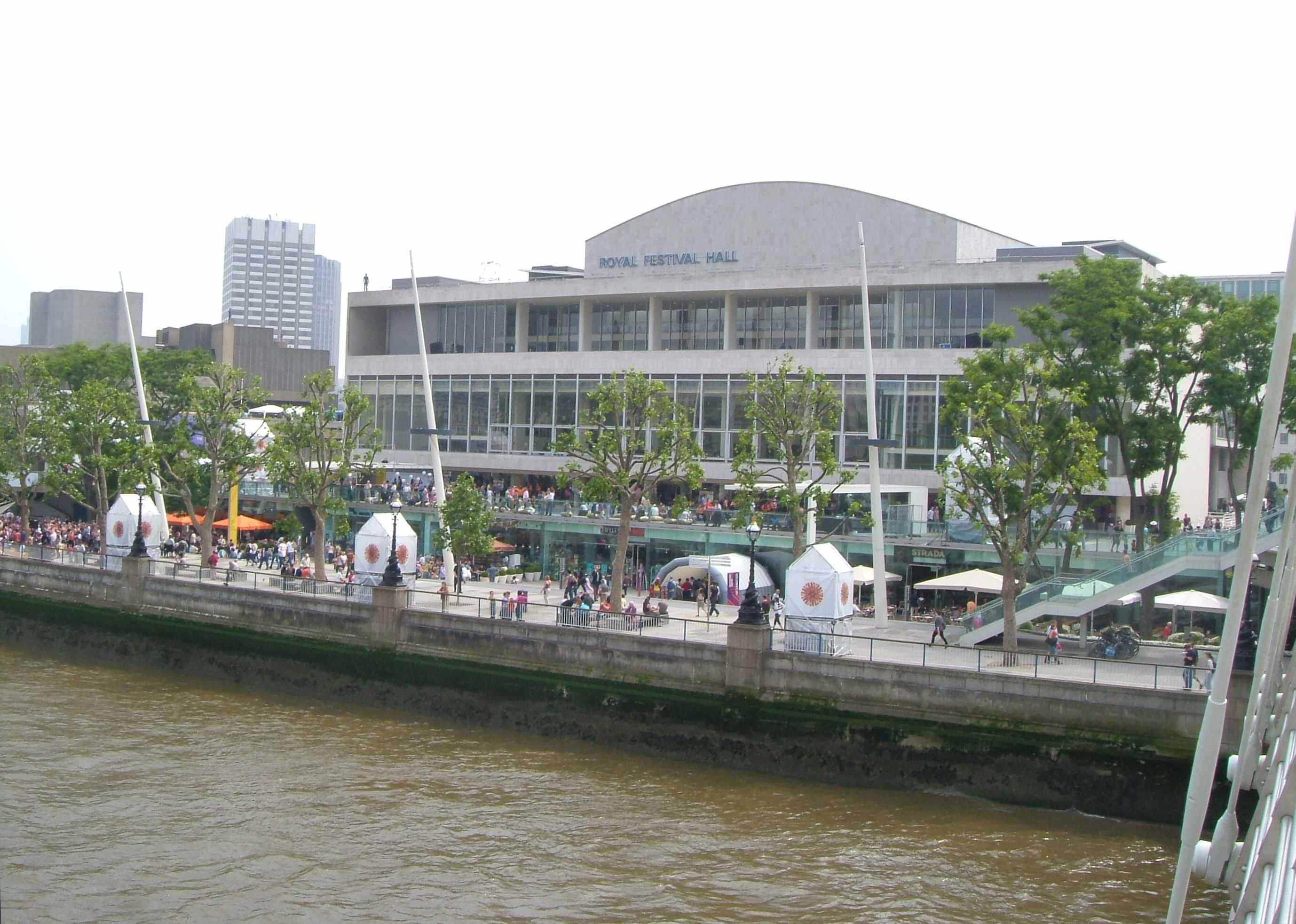
Die Royal Festival Hall während der Wiedereröffnungsfeierlichkeiten 2008 nach der Renovierung

Die Royal Festival Hall (deutsch: Königliche Festhalle) in London ist eine Stätte für Konzert-, Tanz- und Vortragsveranstaltungen, die sich im Southbank Centre befindet. Sie liegt im Southbank Area am Südufer der Themse, unweit der Hungerford Bridge. Der Bau genießt als sogenanntes „Listed Building“ („gelistetes Gebäude“) der Stufe I (Grade I) speziellen Bestandsschutz und war der erste Nachkriegsbau in England, der in diese Kategorie eingereiht wurde (im April 1988).
Der Grundstein wurde 1949 an der Stelle einer ehemaligen Brauerei durch den damaligen Premierminister Clement Attlee gelegt. Dabei handelte es sich um den Beitrag des London County Council zum Festival of Britain (einer 1951 eröffneten Nationalausstellung; die Festival Hall war das einzige auf Dauer dafür errichtete Gebäude), und die offizielle Eröffnung fand am 3. Mai 1951 statt. Mit dem Bau sollte außerdem ein Ersatz für die im Zweiten Weltkrieg zerstörte Queen’s Hall geschaffen werden.
Die Gestaltung der Festival Hall folgt dem Modernismus, nachdem der vom Festival beauftragte Architekt Hugh Casson entschieden hatte, nur junge Architekten heranzuziehen. Für die Entwürfe zeichneten Leslie Martin, Peter Moro und Robert Matthew vom LCC’s Architects’ Department verantwortlich; Martin war erst 39-jährig, als er Ende 1948 mit der Leitung des Entwurfteams beauftragt wurde. Martin konzipierte die Grundstruktur als „Ei in der Schachtel“ („egg in a box“); er verwendete diesen Begriff, um die Trennung des kurvenförmigen Auditoriums vom umgebenden Baukörper – und damit auch von Lärm und Vibrationen durch die benachbarte Eisenbahnbrücke – zu beschreiben.
Das Gebäude erfuhr 1964 eine erhebliche Substanzveränderung, als Foyers und Terrassen an der Flussseite des Gebäudes hinzugefügt wurden und außerdem die Zahl der rückseitigen Umkleideräume erhöht wurde. Dadurch erhielten die ursprünglich stilistisch an einen skandinavisch-leichtfüßigen Modernismus angelehnten Fassaden ein klareres und kantigeres Aussehen. Die ursprüngliche Abfolge der Eingänge wurde durch diese Eingriffe wie auch durch die spätere Hinzufügung erhöhter betonierter Zugänge deutlich beeinträchtigt. 1967/68 kamen die Nachbargebäude Queen Elizabeth Hall (Königin-Elisabeth-Halle), Purcell Room (Purcell-Saal) und The Hayward hinzu, die ebenfalls Bestandteil des Southbank Centre sind.
Seit den späten 1980er-Jahren verfolgt die Festival Hall ein „Open Foyers“-Prinzip, wobei wesentliche Foyer-Räume tagsüber für den Publikumsverkehr geöffnet werden, auch wenn dort keine Darbietungen stattfinden. Dies stieß auf breite Resonanz, und die Foyers der Festival Hall sind nun einer der meistgenutzten öffentlichen Räume Londons.
Unter der Leitung von Allies and Morrison Architects wurde in den letzten Jahren eine eingehende Renovierung durchgeführt, um die schlechte Akustik zu verbessern, die Leistungsfähigkeit der Zugänge und die Flexibilität des Auditoriums zu erhöhen sowie die generelle Qualität des Gebäudematerials, der Eingangszonen und der Foyerausstattung zu steigern. Eine Reihe von sieben Geschäfts- beziehungsweise Gastronomieeinrichtungen wurde an der Flussseite ergänzt und der benachbarte Gehweg am Fluss neu gestaltet, wodurch allerdings Londons bevorzugtes öffentliches Skateboardareal unterhalb der Hall weggefallen ist. Die Gesamtkosten der Renovierung werden auf etwa 115 Millionen £ beziffert. Im Juni 2008 wurde die Renovierung des Southbank Centre abgeschlossen.
2014 wurde auch die Restaurierung der 1954 in die Royal Festival Hall eingebauten Orgel mit 7710 Pfeifen abgeschlossen, die im Zuge der Umbauarbeiten entfernt wurde. Die Restaurierung wurde von der Firma Harrison & Harrison, die die Orgel ursprünglich auch gebaut hatte, durchgeführt.
Nachdem das Greater London Council (der Nachfolger des London County Council) 1986 aufgelöst worden war, übernahm das Arts Council die Festival Hall. Sie wird nun vom Southbank Centre betrieben.
Die Royal Festival Hall ist Stammsitz des London Philharmonic Orchestra. Sie verfügt über 2.900 Sitzplätze, die benachbarte Queen Elizabeth Hall über 917 und der Purcell Room über 370 Plätze.
Die nächstgelegene Untergrundbahnstation ist Waterloo.